# Klaus Dohrn (Publizist)
Klaus Heinrich Dohrn (* 28. Juni 1909 in Hellerau bei Dresden; † 22. Mai 1979 in Zürich) war ein deutscher Publizist.

## Leben und Tätigkeit

### Jugend, Ausbildung und frühe Laufbahn
Dohrn war ein Sohn des Wolf Dohrn (1878–1914) und seiner Ehefrau Johanna (1884–1964), geb. Sattler, sowie Enkel des Zoologen Anton Dohrn. Seine jüngere Schwester war Herta Dohrn (1912–2014), die 1941 den später als Mitglied der Weißen Rose hingerichteten Christoph Probst heiratete. Nach dem Tod des Vaters heiratete Dohrns Mutter dessen Bruder Harald Dohrn. Dieser wurde kurz vor Kriegsende 1945 als Mitglied der antinationalsozialistischen Widerstandsgruppe Freiheitsaktion Bayern von der SS verhaftet und erschossen.
Nachdem Dohrn als Gymnasiast zum Katholizismus konvertiert war, studierte er Theologie in Innsbruck und München. Während dieser Zeit kam er in engen Kontakt mit Paul Claudel.
Von 1932 bis 1933 war Dohrn als Korrespondent für die Rhein-Mainische Volkszeitung in Rom tätig.

### Emigration in Österreich (1933 bis 1938)
Nach der Machtergreifung der Nationalsozialisten im Frühjahr 1933 emigrierte Dohrn nach Österreich und ließ sich in Wien nieder.
Im Dezember 1933 wurde Dohrn inoffizieller Chefredakteur der in diesem Monat begründeten, in Wien erscheinenden Zeitung Der Christliche Ständestaat. Der Inhalt dieser Zeitung, deren Profil in der Literatur zumeist als „klerikal“ und „antinazionalsozialistisch“ charakterisiert wird, wurde maßgeblich von ihm und dem Herausgeber Dietrich von Hildebrand bestimmt.
Der Christliche Ständestaat war gezielt ins Leben gerufen worden, um das zu Beginn der 1930er Jahre von Engelbert Dollfuss errichtete politische System in Österreich (Austrofaschismus) auf geistig-ideologischer Ebene zu stärken und in seiner Auseinandersetzung mit dem deutschen NS-System zu unterstützen. Dohrn und Hildebrand verstanden sich bei der Verfolgung dieses Ziels dezidiert als „geistige Offiziere“ Dollfuss’ in seinem Kampf gegen den Nationalsozialismus in Österreich und Deutschland. Der Nationalsozialismus wurde von ihnen dabei als „Häresie“, als eine antichristliche und in letzter Konsequenz aller Religion feindlich gesinnte weltanschauliche Bewegung gedeutet, wobei sie sich insbesondere auf Alfred Rosenbergs Ausarbeitung der nationalsozialistischen Ideologie in seinem Werk Der Mythus des 20. Jahrhunderts stützen.
Sein publizistisches Engagement begründete Dohrn mit der Überzeugung,
„es solle ein eindeutiges Dokument von katholischer Seite gegen den Nationalsozialismus vorliegen, ein Beweis, daß sich in dem Augenblick eines Kollaborationismus, selbst von seiten der Bischöfe, Stimmen erhoben haben, die eine eindeutige radikale Ablehnung des Nationalsozialismus prinzipieller Art aus ihrem Gewissen als Katholiken heraus darstellen.“
Einer der von der späteren Forschung meistbeachteten Artikel Dohrns im Ständestaat war der Beitrag „Nationalsozialismus und …“. Darin sprach er sich dagegen aus, den Nationalsozialismus mit dem italienischen Faschismus oder auch mit der österreichischen Heimatschutz-Bewegung zu vergleichen, da ihn von beiden „Welten“ trennen würde. Vielmehr müsse man ihn als einen Zwilling des russischen Bolschewismus begreifen, mit dem ihn, trotz aller äußeren Unterschiede, zahlreiche Merkmale verbänden, namentlich „die brutale Unterdrückung aller Gegner, die Gleichschaltung aller Lebensgebiete, der Kampf gegen das Christentum im Namen einer neuen [säkularen] Religion der Vergottung eines Kollektivs, die Entrechtung der Familie und die Ehrfruchtslosigkeit von der Einzelseele.“ Forscher wie Elke Seefried haben darauf verwiesen, dass es sich bei diesen Überlegungen um nichts geringeres als eine Vorwegnahme der nach dem Zweiten Weltkrieg formulierten Totalitarismustheorie handele.
Seine Artikel im Christlichen Ständestaat zeichnete Dohrn zumeist mit den Pseudonymen Nikolaus Heinrich, Heinrich Norden oder Klaus Thorn.
Außer am Christlichen Ständestaat arbeitete Dohrn zudem an der von tschechoslowakischen Geldgebern finanzierten Zeitschrift Die Stunde.
Als Gegenmodell zum deutschen Nationalsozialismus verfocht Dohrn einen österreichischen Legitimismus. In diesem Zusammenhang arbeitete er eng mit Ernst Karl Winter und anderen österreichischen Monarchisten zusammen. Insbesondere stand er auch in Verbindung mit dem österreichischen Thronprätendenten Otto von Habsburg.
1936 beteiligte Dohrn sich neben Peter Bultmann und anderen an der Gründung des Rings deutscher Jungkatholiken, bevor er im Januar 1937 die Deutsche Front gegen das Hitlerregime, einen Zusammenschluss deutscher konservativer Exilgruppen, die sich in der Tschechoslowakei und in Österreich organisiert hatten, so u. a. die Schwarze Front unter Otto Strasser und die Volkssozialistische Bewegung Deutschlands unter Hans Jaeger und Fritz Max Cahén.
Die Deutsche Front gegen das Hitlerregime war bestrebt – in bewusster Abgrenzung zu der politisch linksgerichteten Volksfrontbewegung – die Zusammenfassung der katholisch-konservativen Emigration in einer Dritten Front" gegen Nationalsozialismus und Kommunismus zu erreichen.

### Emigration in der Tschechoslowakei, Frankreich und Spanien (1938 bis 1941)
Im März 1938 floh Dohrn angesichts der Annexion Österreichs durch den NS-Staat in die Tschechoslowakei. Nach der Zerschlagung der Tschechoslowakei im März 1939 zog er nach Paris, wo er ein wichtiger Mitarbeiter der Zeitung Die Österreichische Post wurde. Zudem steuerte er dort Beiträge zu der Ligue Autrichienne unter Hans Rott mit und arbeitete für das französische Informationsministerium.
Die politische Haltung Dohrns und seine Aktivitäten in den Jahren seit 1933 hatten ihn Ende der 1930er Jahre zu einem bei den Nationalsozialisten äußerst verhassten Mann gemacht. So erinnerte sich sein Mitemigrant Eugen Kogon später in seinen Memoiren, dass Dohrn – den er als „vehementer Gegner des Nationalsozialismus“ bezeichnet – von den NS-Behörden mit großem Nachdruck gesucht wurde: „Sie wollten seinen Kopf“. In der Tat wurde Dohrn durch die NS-Polizeiorgane als Staatsfeind eingestuft: Im Frühjahr 1940 ihn setzte das Reichssicherheitshauptamt in Berlin – das ihn irrtümlich in Großbritannien vermutete – schließlich auf die Sonderfahndungsliste G.B., ein Verzeichnis von Personen,  die im Falle einer erfolgreichen deutschen Invasion Großbritanniens durch die Sonderkommandos der SS-Einsatzgruppen mit besonderer Priorität ausfindig gemacht und verhaftet werden sollten.
1941 floh Dohrn angesichts der deutschen Besetzung Frankreichs aus Südfrankreich nach Spanien, wo er ab Mai 1941 mehrere Monate lang in einer Festung bei Miranda del Ebro interniert wurde, bevor er auf Intervention der Habsburger freigelassen wurde. Ende 1941 durfte er nach Lissabon ausreisen, von wo er 1942 eine Passage in die Vereinigten Staaten erhielt, wo er für den Rest des Krieges für katholische Hilfsorganisationen tätig war.

### Nachkriegszeit
Nach dem Zweiten Weltkrieg wurde Dohrn europäischer Berater und Europakorrespondent von Henry Luce für dessen Magazine Time und Life sowie europäischer Vertreter der Macmillan-Press.
1978 lebte er in den USA, wo er 1948 eingebürgert worden war, und in der Schweiz. Eigenen Angaben zufolge war er als Remigrant „nie ganz in Amerika und nie wieder ganz in Europa“ heimisch geworden. Stattdessen gefiel er sich in der Rolle eines Vermittlers zwischen alter und neuer Welt: Einerseits indem er in seinen Artikeln seiner neuen Heimat die alte Heimat und umgekehrt der alten die neue erklärte. Zum anderen indem er als inoffizieller Verbindungsmann zwischen europäischen und amerikanischen Politikern agierte.
So unterhielt Dohrn u. a. enge Kontakte zum Umfeld von Konrad Adenauer und in diesem speziell zu Hans Globke und zum Staatssekretär Guttenberg, mit denen er auch privat eng befreundet war. Infolgedessen wurde er in den 1950er Jahren häufig als Zwischenträger für Fühlungnahmen mit maßgeblichen Personen in den Staaten durch informelle Kanäle sowie als Informationslieferanten aus den USA verwendet.
Die wichtigsten Kernpunkte in Dohrns politischer Programmatik in der Nachkriegszeit waren sein entschiedener Antikommunismus sowie seine Unterstützung der Westintegration der BRD und seine Ablehnung der Möglichkeit eines amerikanischen Rückzugs aus Europa.

## Ehe und Nachkommen
1932 heiratete Dohrn in erster Ehe Anneliese Fritzen. Diese Ehe wurde 1939 geschieden. In zweiter Ehe war er mit einer anderen Frau verheiratet. Er hatte mehrere Kinder (u. a. Beatrice, Mathias).

## Schriften
Aufsätze:
- Das Amerikabild Adenauers, in: Dieter Blumenwitz u. a. (Hrsg.): Konrad Adenauer und seine Zeit. Politik und Persönlichkeit des ersten Bundeskanzlers, Stuttgart 1976, S. 510–523.
- Globkes Verhältnis zu den Vereinigten Staaten, in: Klaus Gotto (Hrsg.): Der Staatssekretär Adenauers. Persönlichkeit und politisches Wirken Hans Globkes, Stuttgart 1980, S. 172–183.